# Please Please Please (bài hát của Sabrina Carpenter)
"Please Please Please" là một bài hát của ca sĩ kiêm nhạc sĩ người Mỹ Sabrina Carpenter. Bài hát được phát hành vào ngày 6 tháng 6 năm 2024, thông qua Island Records, là đĩa đơn thứ hai trong album phòng thu thứ sáu sắp tới của cô, Short n' Sweet (2024). Được sản xuất bởi Jack Antonoff, bài hát chứa đựng những ảnh hưởng âm nhạc của nhạc disco-pop, nhạc đồng quê, và nhạc rock du thuyền; về mặt ca từ, nữ ca sĩ hướng dẫn bạn trai của mình không được làm hỏng và làm hoen ố danh tiếng của cô.
Bài hát nhận được sự hoan nghênh từ các nhà phê bình âm nhạc khi phát hành. Nó đạt vị trí số một trên Billboard Hot 100, trở thành đĩa đơn đầu tiên của cô đạt vị trí số một trên bảng xếp hạng. Ngoài Hoa Kỳ, "Please Please Please" đứng đầu các bảng xếp hạng ở Úc, Ireland, New Zealand, Na Uy và Vương quốc Anh. Nó đạt vị trí trong top mười ở 18 quốc gia khác, bao gồm Canada, Đan Mạch, Hà Lan, Bồ Đào Nha và Thụy Điển.